# Raising the Flag on Iwo Jima
Raising the Flag on Iwo Jima (en français, « Lever le drapeau sur Iwo Jima») est une célèbre photographie prise le 23 février 1945 par le photographe américain Joe Rosenthal avec un appareil Speed Graphic (en). Elle dépeint six Marines américains et un soldat infirmier de la Navy hissant le drapeau des États-Unis sur le mont Suribachi, lors de la bataille sur l'île japonaise d'Iwo Jima durant la Seconde Guerre mondiale.

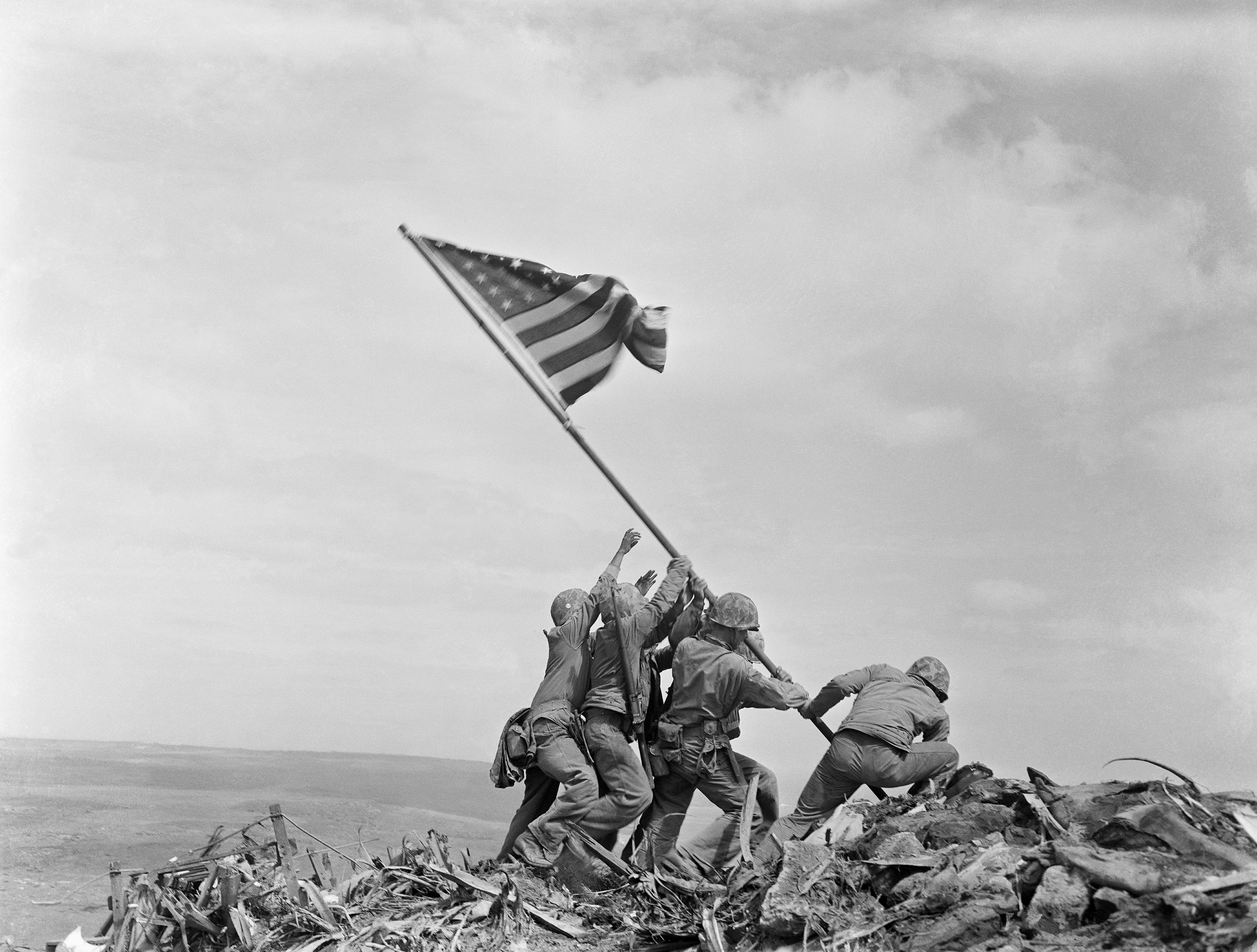
Raising the Flag on Iwo Jima, par Joe Rosenthal.

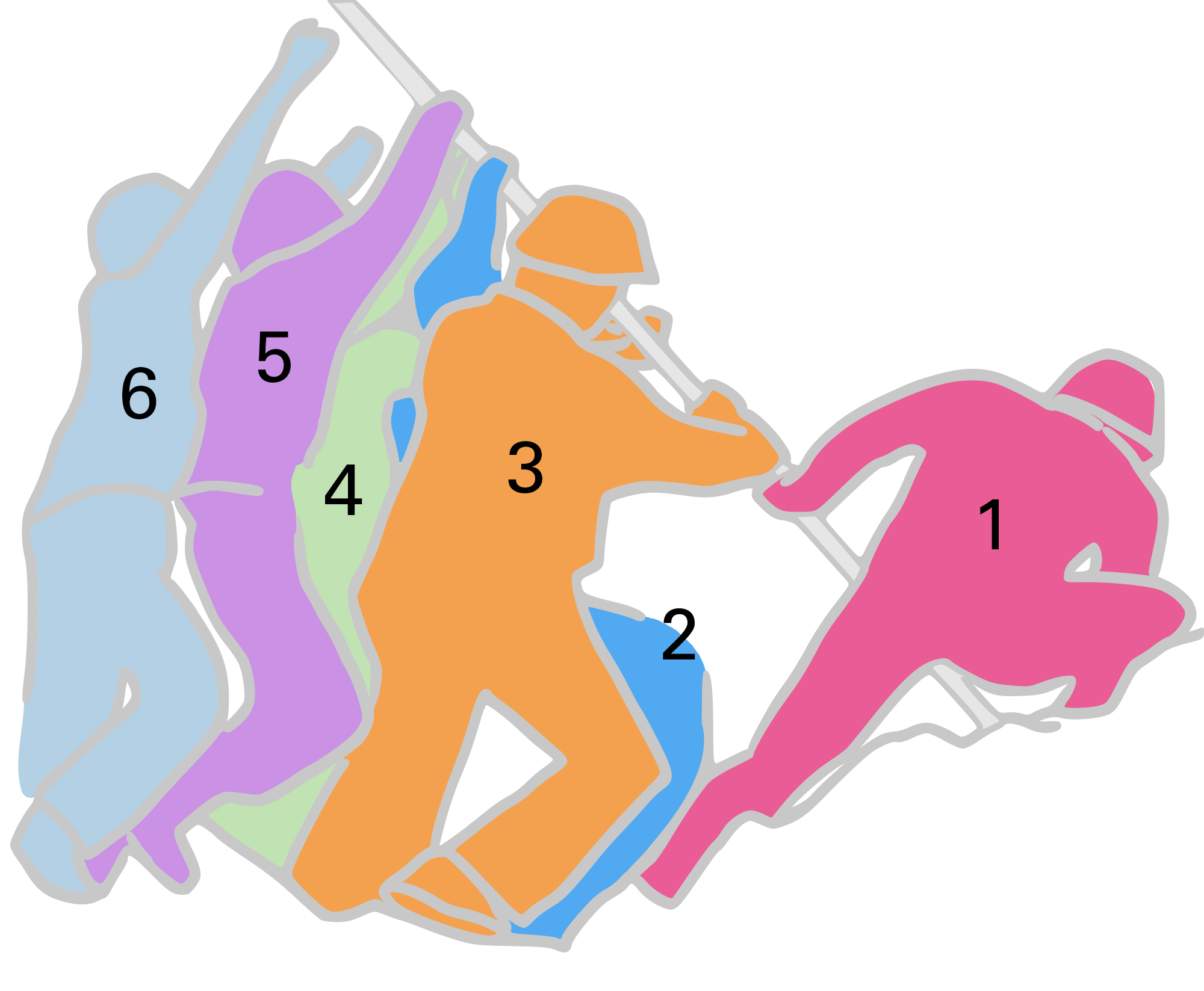
Les six soldats qui élevèrent le deuxième drapeau:
#1, Cpl. Harlon Block (KIA)
#2, Pfc. Harold Keller
#3, Pfc. Franklin Sousley (KIA)
#4, Sgt. Michael Strank (KIA)
#5, Pfc. Harold Schultz
#6, Pfc. Ira Hayes

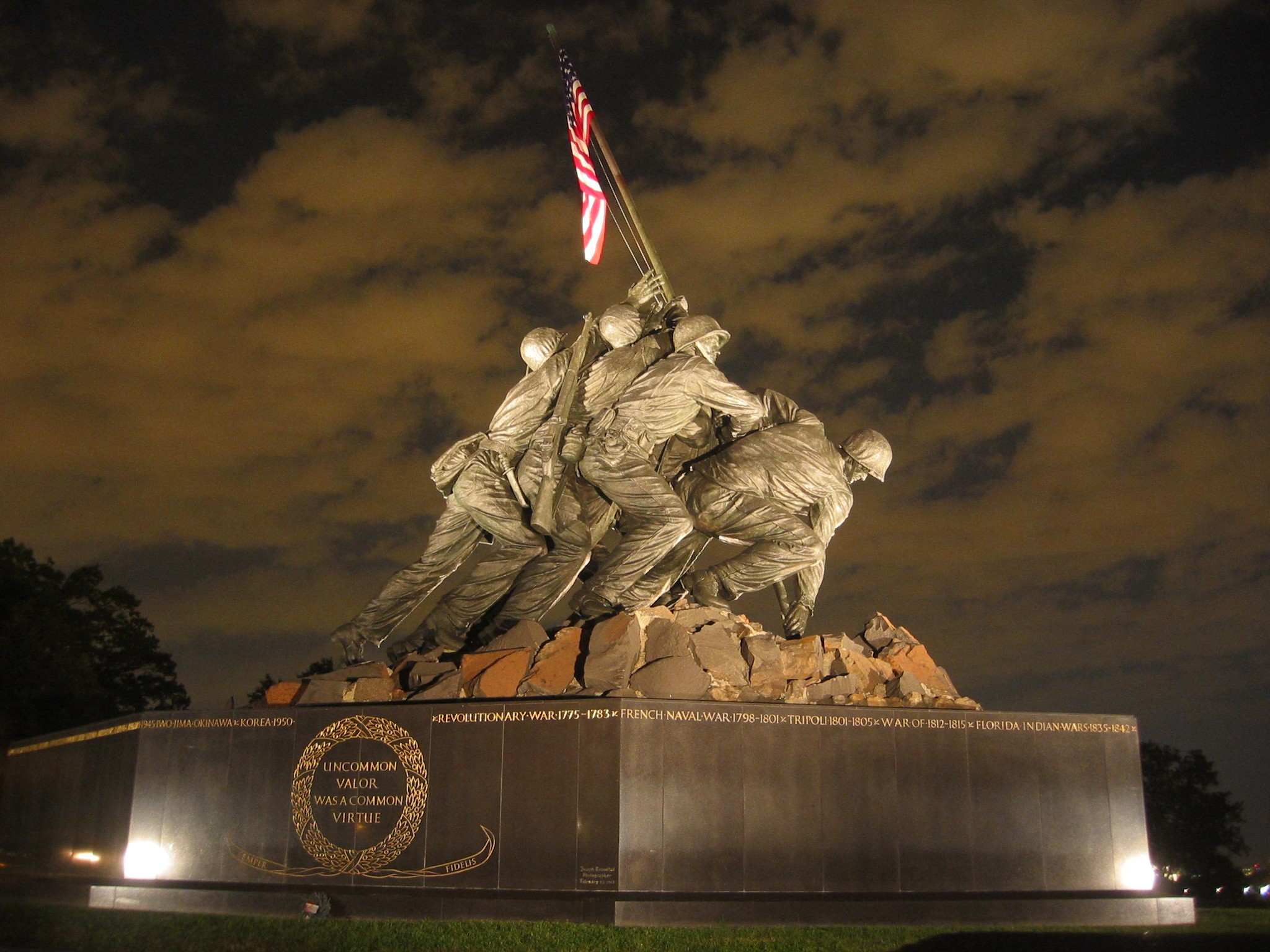
Le U.S. Marine Corps War Memorial, situé à Arlington, en Virginie.

La photographie eut immédiatement un immense succès, et fut reproduite dans des centaines de publications. Elle devint également le seul cliché à obtenir le prix Pulitzer de la photographie l'année de sa publication. Considérée comme l'une des images les plus significatives de son époque, elle constitue également l'une des photographies les plus diffusées de tous les temps. Des six hommes présumés présents sur la photographie, trois (Franklin Sousley, Harlon Block et Michael Strank) n'ont pas survécu à la bataille ; les trois survivants (John Bradley, René Gagnon et Ira Hayes) sont restés célèbres. La photographie fut plus tard utilisée par Felix de Weldon pour la sculpture de l'USMC War Memorial, situé à proximité du cimetière national d'Arlington, non loin de Washington.
Après enquêtes et recherches, l'armée américaine a reconnu le 23 juin 2016 que John Bradley n'était pas sur la photo et qu'en réalité, c'était le Marine Harold Schultz,,, mort en 1995. Les deux hommes avaient hissé ensemble un premier drapeau, plus tôt dans la journée. Le 16 octobre 2019, le Corps des Marines a annoncé que le militaire précédemment identifié comme René Gagnon sur la photo était en fait le caporal des Marines Harold Keller, mort en 1979. Ni Harold Schultz ni Harold Keller n'ont jamais mentionné publiquement de leur vivant qu'ils avaient levé le drapeau de la photo.

## Contexte
Le 19 février 1945, dans la perspective stratégique de conquérir le Japon, les États-Unis envahissent Iwo Jima. L'île n'était pas à l'origine une cible. La chute relativement rapide des Philippines procure aux Américains une accalmie plus longue que prévu avant l'invasion prévue d'Okinawa. Iwo Jima est située à mi-chemin entre le Japon et les îles Mariannes, qui servent de base aux bombardiers américains. Elle est ainsi utilisée par les Japonais comme un poste d'observation avancée leur permettant de surveiller et d'avertir par radio en cas de pénétration de bombardiers américains en territoire japonais. Les Américains, après la conquête de l'île, privent donc ces derniers de leur poste d'observation et utilisent celui-ci comme piste d'atterrissage de secours pour les bombardiers endommagés, sauvant ainsi de nombreuses vies américaines.

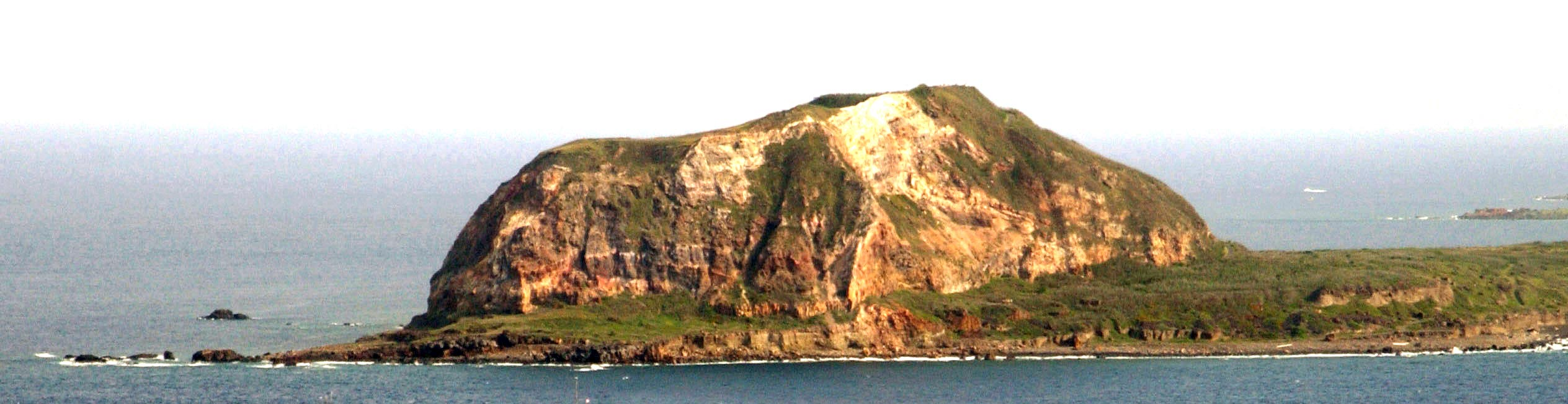
Le mont Suribachi est le point géographique culminant de Iwo Jima.

Iwo Jima est une île volcanique, de forme trapézoïdale. L'emplacement ayant été solidement fortifié, les Marines américains participant à sa conquête essuient de lourdes pertes — cette opération est d'ailleurs la seule offensive américaine de la campagne du Pacifique durant laquelle leurs pertes seront supérieures à celles des Japonais. L'île est dominée par le mont Suribachi, un volcan éteint d'une altitude de 166 mètres, situé à l'extrémité sud de l'île. Administrativement, Iwo Jima fait partie de la préfecture de Tokyo — le maire de la capitale nippone étant également le maire d'Iwo Jima. L'île constitue donc le premier territoire menacé par l'invasion américaine, et la défense de celui-ci est pour les Japonais une question d'honneur.

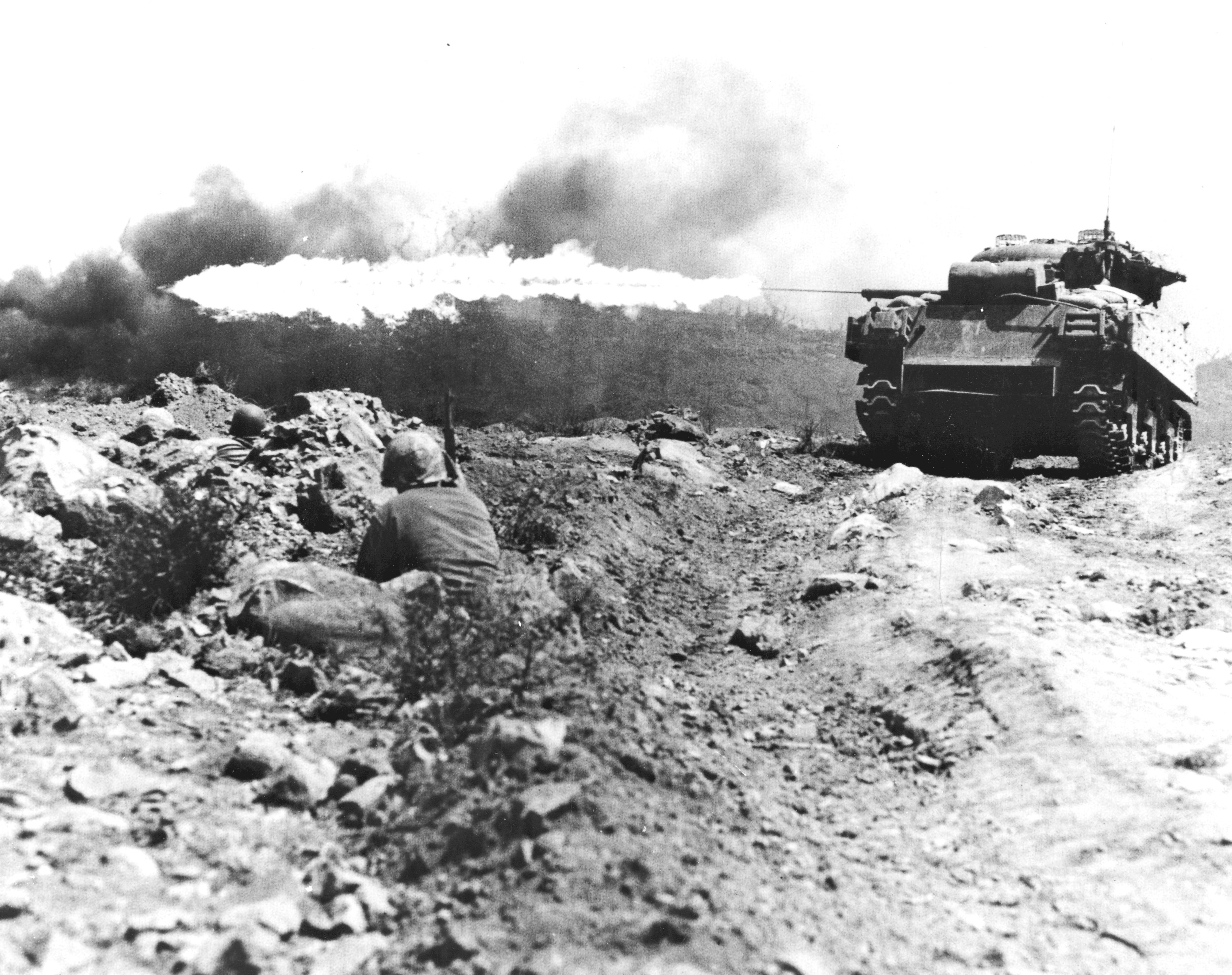
Un char d'assaut lance-flamme Sherman M4 enflamme une défense japonaise.

Le sommet du Suribachi est l'un des endroits les plus stratégiques de l'île. De cette position avantageuse, les défenseurs japonais peuvent repérer de manière précise la localisation de l'artillerie américaine — et particulièrement les plages de débarquement. Les Japonais effectuent la majeure partie de la bataille à partir de bunkers et de tunnels souterrains. Il n'était pas rare que des Marines réduisent au silence un bunker à l'aide de grenades ou d'un lance-flammes, et qu'ils ripostent de nouveau quelques minutes plus tard après que l'infanterie japonaise s'y soit repositionnée grâce à des tunnels. L'effort américain se concentre sur la prise du mont Suribachi dans un premier temps, but atteint le 23 février 1945, quatre jours après le début de la bataille. Malgré la capture de ce point culminant, les combats firent rage pendant plusieurs jours et l'île fut déclarée sécurisée 31 jours plus tard, le 26 mars 1945.

## Les poses des drapeaux

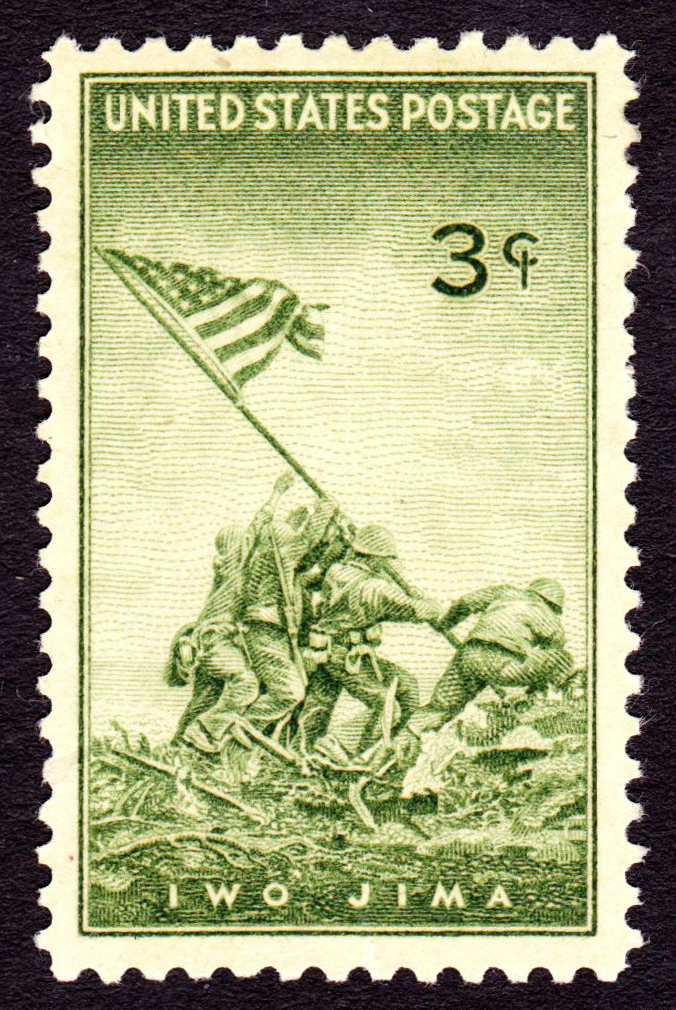
Timbre américain montrant une représentation de cette photo de Rosenthal.

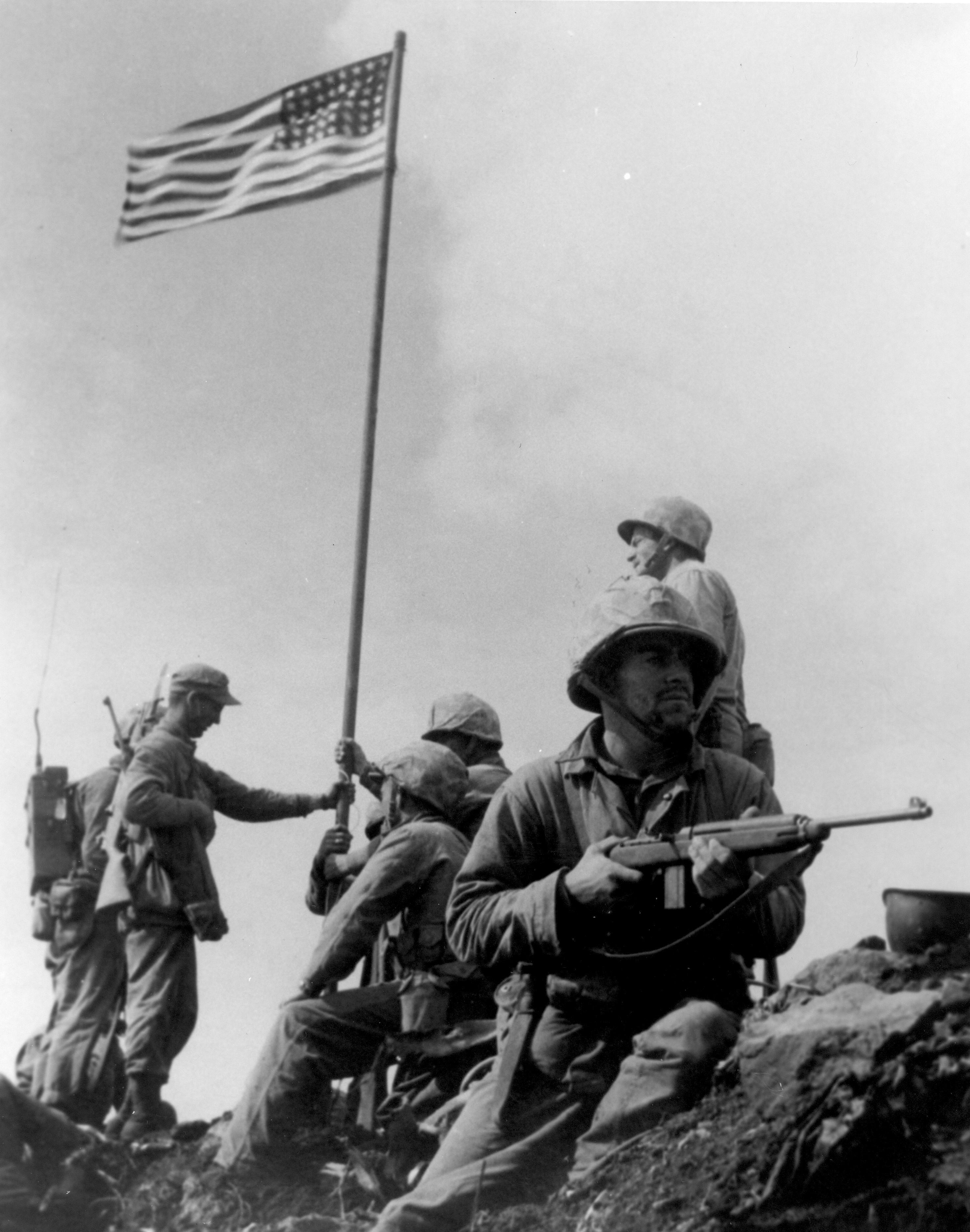
Photographie de la première installation du drapeau réalisée par le sergent d'état-major Louis R. Lowery.

Joe Rosenthal a en réalité photographié l'installation d'un second drapeau sur l'île. Le drapeau américain avait été hissé une première fois au sommet du Suribachi, dans la matinée du 23 février 1945. Le capitaine Dave E. Severance, commandant l'Easy Company (2e bataillon du 28e Marines, 5e division de Marines), ordonne au lieutenant Harold G. Schrier de confier à une patrouille l'érection d'un drapeau, afin de signaler à leurs camarades que le sommet est tombé aux mains des Américains. Après un échange de tirs, un drapeau de 137 cm par 71 est dressé, et photographié par le sergent d'état-major Louis R. Lowery, photographe pour Leatherneck magazine,. Ce premier drapeau était trop petit pour être facilement repérable des plages voisines.
James Forrestal, le secrétaire d'État à la Marine, avait décidé la nuit précédente de débarquer le lendemain sur l'île pour assister à l'assaut final sur le volcan. Il se trouvait à bord d'une barge de débarquement en compagnie du général « Howlin' Mad » Smith, un homme rude auquel il avait promis une stricte obéissance. Leur barge accosta juste après que le premier drapeau ait été hissé au sommet du volcan et l'atmosphère tourna à l'allégresse parmi le haut commandement. Après avoir levé les yeux vers le carré d'étoffe rouge, bleu et blanc, Forrestal s'adressa à Smith : 

« Holland, ce drapeau planté sur le mont Suribachi nous garantit que le corps des Marines continuera d'exister pendant au moins les cinq cents prochaines années. »

Forrestal, sous le coup de l'émotion, décida de récupérer pour lui le drapeau hissé sur le mont Suribachi. Ce souhait arriva jusqu'aux oreilles du colonel Chandler Johnson, dont le tempérament était aussi fier et orgueilleux que celui de Smith. « Je voudrais bien voir ça ! », s’exclama-t-il lorsqu’on lui transmit le souhait de Forrestal. Pour le colonel, le drapeau appartenait à son bataillon et il était impensable qu'on le lui reprenne. Il le mit donc en lieu sûr et dépêcha l'un de ses officiers, le lieutenant Ted Tuttle, sur la plage à la recherche d’un drapeau de substitution. Comme pris d'une arrière-pensée, Johnson hurla à Tuttle : « Et trouvez-en un qui soit plus grand ! »

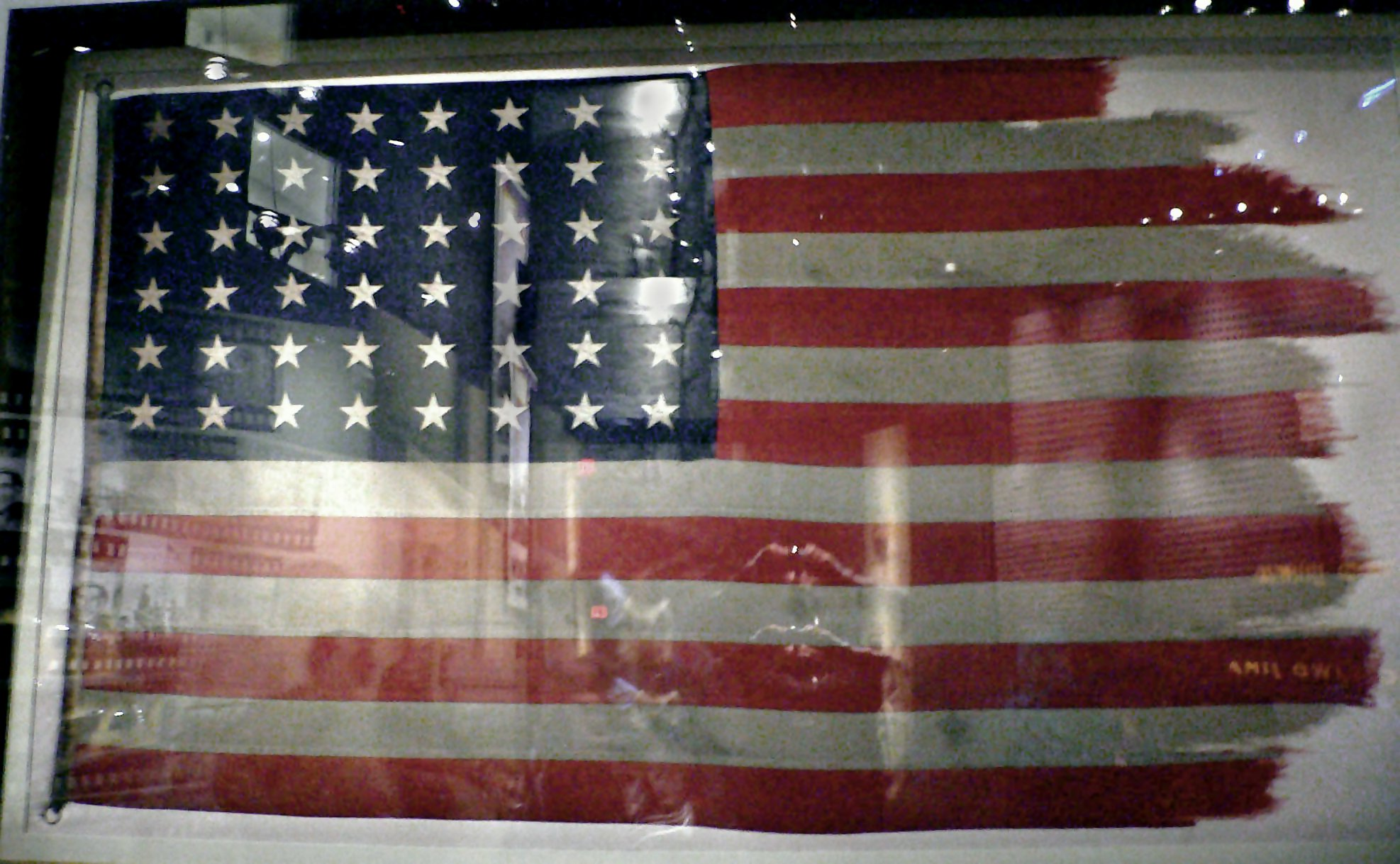
Le drapeau de la deuxième installation immortalisée par la photographie de Joe Rosenthal.

Michael Strank, Harlon Block, Ira Hayes, et Franklin Sousley ont passé la matinée du 23e jour à tirer une bobine de câble téléphonique jusqu'au sommet du mont Suribachi, sur ordre du colonel Chandler Johnson et sous la responsabilité du capitaine Dave Severance. Ce dernier ordonna également à Rene Gagnon, son estafette, de se rendre au poste de commandement afin d'y récupérer des batteries neuves pour sa radio SCR-300. Dans le même temps, selon l'histoire officielle du corps des Marines, Tuttle, ayant trouvé un drapeau américain à proximité du bâtiment de débarquement LST-779, revint au poste de commandement et confia le drapeau à Chandler Johnson. Celui-ci, à son tour, le confia à Gagnon et donna l'ordre d'atteindre le sommet et de hisser le drapeau.
Les Marines atteignirent le sommet aux environs de midi, rejoints au même moment par le soldat Gagnon. En dépit du fait qu'un grand nombre de troupes japonaises se trouvaient encore à proximité des lieux, la patrouille composée d'une quarantaine d'hommes gravit le sommet sans subir la moindre attaque, les Japonais étant sous le feu des bombardements.
Joe Rosenthal, accompagné des photographes marines Bob Campbell et Bill Genaust (en) (tué au combat neuf jours plus tard) gravissait le mont Suribachi. Sur le chemin de l'ascension, le trio croisa Lowery, l'auteur du cliché de la première pose du drapeau. Alors qu'ils avaient prévu de changer de direction, Lowery leur indiqua que le sommet était un lieu particulièrement adapté pour prendre des photos.
Avec le soldat infirmier de la Navy, Bradley, les Marines hissèrent le second drapeau des États-Unis à l'aide d'un tuyau d'eau comme mât. Le trio de photographes atteignit le sommet alors même que les soldats fixaient le drapeau au mât.

## Publication polémique et accusation de mise en scène
Rapidement après la pose du drapeau, Rosenthal envoya sa pellicule à Guam afin de la développer et de l'imprimer. George Tjaden, de Hendricks dans le Minnesota, fut probablement le technicien qui développa la photographie. En la voyant, le chef du bureau photo de l'Associated Press John Bodkin s'exclama « En voilà une qu'on n'est pas près d'oublier ! » et les photographies furent transmises par phototélégraphie au siège de l'AP, à New York, à sept heures du matin. Le cliché fut rapidement choisi par des centaines de journaux. La photo « fut distribuée par Associated Press moins de dix-sept heures et demie après que Rosenthal prit le cliché — un délai incroyablement rapide de nos jours ».
La publication de la photo fit polémique. Après la photographie de la pose du drapeau, Rosenthal demanda aux Marines de l'Easy Company de poser pour une autre prise, qu'il appellera le « cliché tout feu tout flamme », en anglais gung ho (en) shot. Celui-ci sera par ailleurs étudié dans un documentaire de Bill Genaust. Quelques jours après que les photos eurent été prises, de retour à Guam, on demanda à Rosenthal s'il avait demandé aux soldats de poser pour la photographie. Croyant que la question se référait au « cliché tout feu tout flamme », il répondit par l'affirmative. Robert Sherrod, un correspondant pour le Time Life (en), informa alors le siège de New York que la pose du drapeau avait été mise en scène par Rosenthal pour les besoins de la photographie. L'émission de radio du Time, Time Views the News, diffusa l'information, et accusa le photographe « d'être monté sur le mont Suribachi après que le drapeau y fut planté… Comme la plupart des photographes qui ne peuvent s'empêcher de mettre en scène des personnages afin de reconstituer des scènes historiques ».
La conséquence de la diffusion de cette information fut l'accusation répétée contre Rosenthal d'avoir volontairement mis en scène l'image, ou d'avoir voulu dissimuler la première pose du drapeau. Un critique littéraire du New York Times est même allé jusqu'à suggérer que le prix Pulitzer lui soit retiré. Rosenthal ne cessa durant les décennies qui suivirent de réfuter de façon répétée l'accusation dont il était l'objet. « Il n'est pas dans ma nature de faire ce genre de chose. Je ne sais pas comment faire pour faire comprendre à quiconque ce que 50 ans de répétition signifient ». Le documentaire de Genaust montre que la thèse selon laquelle la pose du drapeau fut mise en scène est erronée.

## Le7eempruntde guerre et la controverse autour du sixième homme

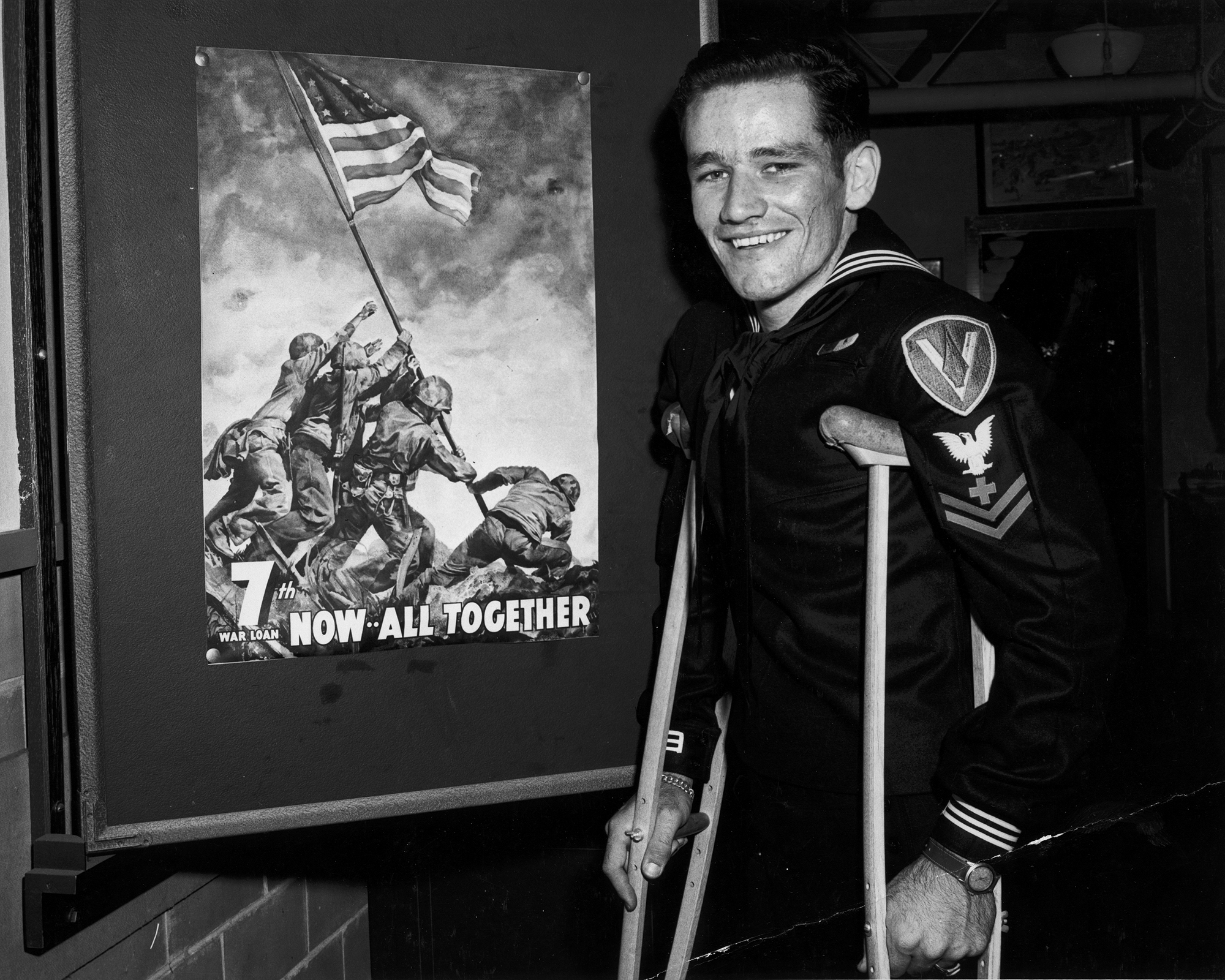
John Bradley, temporairement à béquille à la suite de blessures causées par des fragments de bombe, apparaît à côté d'une affiche de la 7e campagne d'emprunt de guerre.

En voyant la photographie, le président des États-Unis Franklin D. Roosevelt réalisa que celle-ci constituerait un excellent symbole pour la campagne du 7th War Bond, un immense emprunt national lancé par l'État afin que l'épargne privée soutienne l'effort de guerre. Le président demanda alors le rapatriement des soldats identifiés sur le cliché. 
Les Marines rentrèrent aux États-Unis vers la fin de la bataille. Le premier à rentrer aux États-Unis fut le soldat de première classe Rene Gagnon. À l'aide d'un agrandissement de la photo, Rene Gagnon identifia les autres soldats et refusa de donner l'identité du sixième homme (Hayes), affirmant qu'il avait promis de garder son nom secret. Gagnon avait promis de ne pas révéler l’identité de Hayes uniquement parce que celui-ci — qui n'aimait pas Gagnon — avait menacé de le tuer. Rene Gagnon fut alors transféré au quartier général des Marines. Informé que la demande provenait directement du président des États-Unis, et que refuser d'y répondre constituait un crime de haute importance, le soldat avoua finalement l'identité de Hayes.
Gagnon se trompa dans l'identification des soldats, et prit le soldat Harlon Block pour le sergent Henry Oliver « Hank » Hansen (en), qui fut tué lors de la bataille (il participa à la pose du premier drapeau). Le 8 avril 1945, le corps des Marines avait procédé à l'identification de cinq des six porteurs du drapeau (incluant Hansen) — la publication de l'identité de Sousley étant en attente de l'information de sa famille de sa mort au combat.

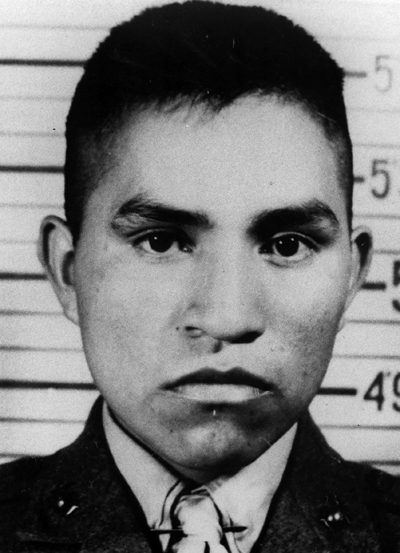
Fin 1946, Ira Hayes brise le silence et avoue que Harlon Block a été confondu avec Hank Hansen.

Les trois survivants participèrent donc à la grande tournée du 7e emprunt de guerre national. La campagne d'emprunt fut un succès immense, réussissant à récolter 26,3 milliards de dollars, deux fois plus que les objectifs attendus.
Des questions subsistèrent quant à l'erreur d'identification d'Harlon Block. Sa mère, Belle Block, contesta l'identification officielle, affirmant qu'« elle avait changé ses couches-culotte tellement de fois qu'elle savait qu'il était son garçon ». Immédiatement après son arrivée à Washington le 19 avril, Hayes se rendit compte de l'erreur et en informa l'officier responsable des relations publiques des Marines qui lui avait été affecté. Celui-ci informa Hayes que l'identification du corps avait déjà été officiellement faite, qu'un dossier de presse avait déjà été distribué aux journalistes, et ordonna à Hayes de garder le silence à ce sujet.
Plus d'un an et demi plus tard, alors qu'il traversait une période de dépression et d'alcoolisme, Ira Hayes se rendit au Texas en auto-stop, afin d'informer la famille Block que c'était bien Harlon Block qui avait été le sixième homme à poser le drapeau.

« Ira se souvenait de ce que Rene Gagnon et John Bradley ne pouvaient pas se rappeler car ils n'avaient rejoint leur petit groupe qu'au dernier moment : c’était bien Harlon [Block], Mike [Strank], Franklin [Sousley] et lui-même [Hayes] qui avaient entrepris l'ascension du mont Suribachi au milieu de la matinée pour y dérouler le câble d'un téléphone de campagne. Rene [Gagnon] avait apporté le drapeau de substitution. Hansen n'avait joué aucun rôle. »

La mère de Harlon Block, Belle, adressa immédiatement une lettre au représentant du Congrès Milton West (en). Milton West envoya à son tour un courrier au commandant du corps des Marines Alexander Vandegrift, qui ordonna une enquête. Bradley et Gagnon, devant l'évidence, ont admis qu'il s'agissait effectivement non pas de Hansen, mais de Block. Block, Hansen et Hayes étaient tous trois des Marines avec une formation de parachutistes.

## Héritage

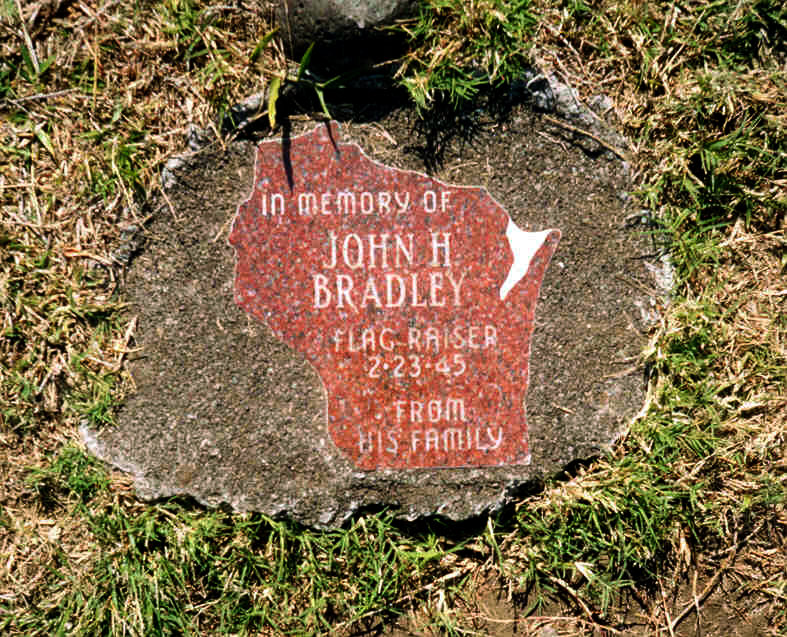
La plaque commémorative déposée sur le mont Suribachi par la famille de John Bradley, prenant la forme de l'État du Wisconsin.

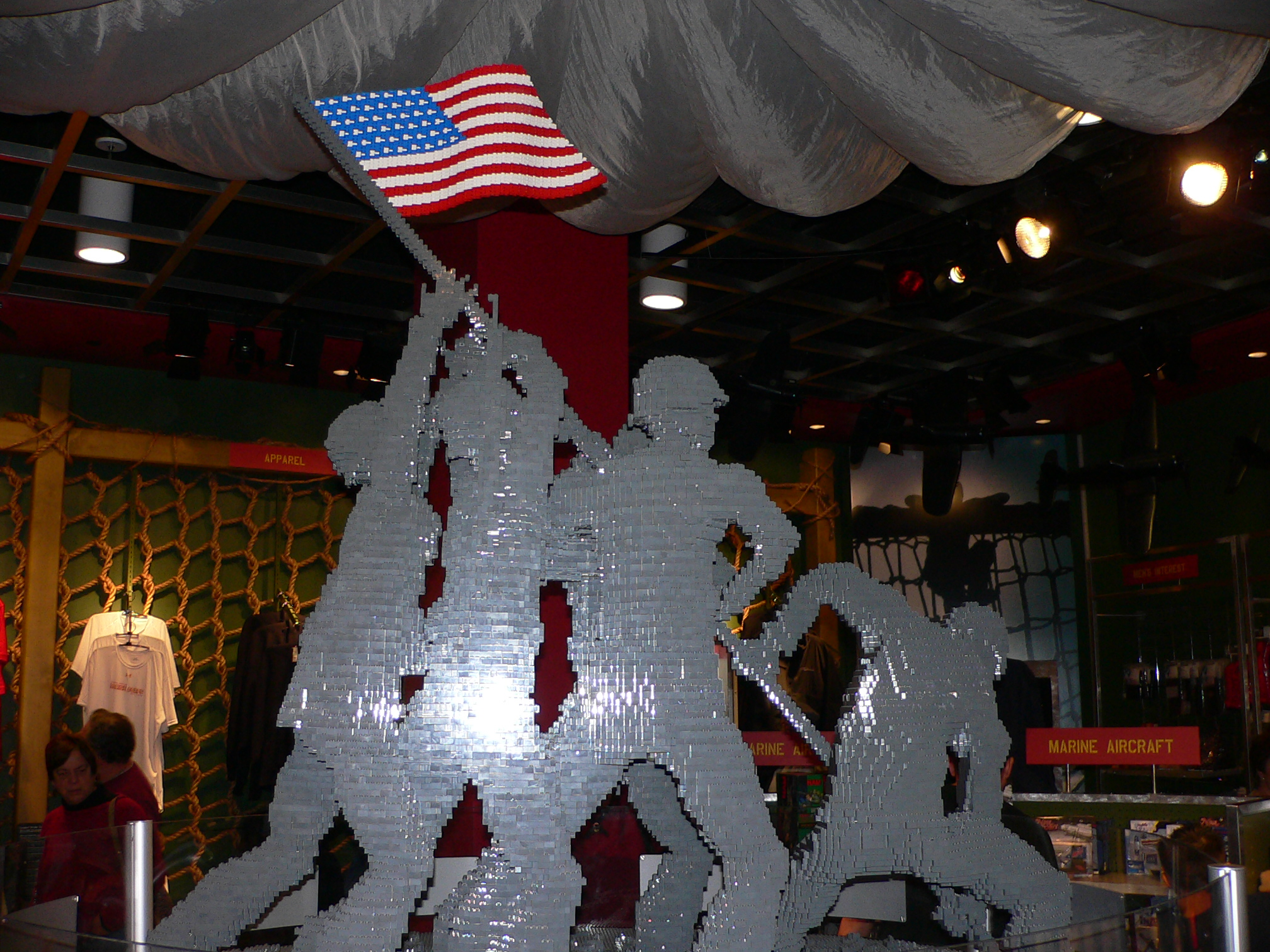
Œuvre de Nathan Sawaya représentant Raising the Flag on Iwo Jima.

La photo de Rosenthal gagna le prix Pulitzer de la photographie de 1945, et fut la première et unique photographie remportant ce prix l'année même de sa prise. Après la publication de la photographie, 

« Les journalistes professionnels ne furent pas les seuls à être éblouis par cette photo. Le capitaine de la Navy T. B. Clark se trouvait en permanence à la station météo de Patuxent, en Virginie, ce samedi-là lorsque le bélinographe cracha la photo. Il l'étudia attentivement pendant une minute puis courut la mettre sous le nez du second maître Felix de Weldon.
De Weldon, un immigré d'origine autrichienne qui avait étudié la peinture et la sculpture  en Europe, avait été affecté à Patuxent pour y peindre une fresque murale représentant la bataille de la mer de Corail.
Quand il la vit, Felix de Weldon ne put détacher ses yeux de la photo. Il distinguait dans sa composition triangulaire de grandes similitudes avec les chefs-d’œuvre de la sculpture qu'il avait étudiés. Il alla aussitôt chercher de l'argile et ses outils de sculpteur et, tout au long de la nuit, travailla à recréer la photographie qu'il avait posée devant lui. À l'aube, il avait réussi à reproduire la scène des six hommes plantant un mât et levant les couleurs »

— James Bradley.
En 1951, Felix de Weldon fut chargé de la conception d'un mémorial en hommage au corps des Marines. La conception de cette statue mobilisa Weldon et des centaines d'assistants durant trois années. Le sculpteur américain utilisa les trois survivants en tant que modèles, notamment pour la conception de leurs visages. Les visages des trois autres soldats tués furent sculptés à partir de photos.
La plupart des personnes ignorent que le drapeau que Rosenthal a photographié est en réalité le second drapeau posé. Cet oubli provoqua une certaine rancœur de la part des Marines qui avaient pris part à la pose du premier drapeau américain sur le sommet du mont Suribachi. Charles W. Lindberg, qui participa à la première pose du drapeau (et qui était, jusqu'en 2007, la dernière personne survivante impliquée dans la pose de l'un des deux drapeaux), s'est plaint qu'il « se faisait traiter de menteur et d'autres choses. C'était terrible. »
La photographie est actuellement la propriété de Roy H. Williams, qui l'a achetée à John Faber, historien officiel de la National Press Photographers Association, qui l'avait lui-même reçue de Rosenthal. 
Les deux drapeaux sont conservés au musée du Corps des Marines des États-Unis, au Washington Navy Yard, à Washington.
Après la guerre, Hayes, alors en pleine dépression principalement parce qu'il se sentait coupable d'avoir survécu à la guerre, sombra dans l'alcoolisme. Son existence tragique est évoquée dans la chanson The Ballad of Ira Hayes écrite par Peter La Farge en 1964, et interprétée par Johnny Cash. Bob Dylan en a fait une reprise.
Après la guerre, Bradley resta silencieux à propos de ce qu'il avait vécu, refusant de répondre aux questions des journalistes et affirmant qu'il avait tout oublié. Durant ses 47 années de mariage, il ne parla de son expérience qu'une seule fois, à sa femme, et plus jamais ensuite. En famille, le sujet était considéré comme tabou. Il donna une seule interview, en 1985, sur la recommandation de son épouse qui lui demanda de le faire pour ses petits-enfants. Après la mort de Bradley en 1994, sa famille se rendit sur le mont Suribachi en 1997 et déposa une plaque (faite de granit du Wisconsin et de la forme de cet État) à l'endroit même où le drapeau fut hissé. À sa mort, le fils de Bradley, James Bradley, ne connaissait presque rien de ce que son père avait vécu à la guerre. Après quatre années de recherche et d'entretiens avec des acteurs de cet événement, James Bradley publia en 2000 Mémoires de nos pères, qui retrace l'histoire de la pose des drapeaux. Le livre est adapté au cinéma par Clint Eastwood en 2006.